# Maxilly-sur-Saône
Maxilly-sur-Saône est une commune française située dans le canton de Pontailler-sur-Saône du département de la Côte-d'Or, en région Bourgogne-Franche-Comté.

## Géographie
Située à quelques kilomètres de la Haute-Saône, Maxilly-sur-Saône est traversée par le canal de la Marne à la Saône.
Les habitants sont appelés Maximilliens et Maximilliennes.

### Climat
Pour des articles plus généraux, voir Climat de la Bourgogne-Franche-Comté et Climat de la Côte-d'Or.
En 2010, le climat de la commune est de type climat des marges montargnardes, selon une étude du Centre national de la recherche scientifique s'appuyant sur une série de données couvrant la période 1971-2000. En 2020, Météo-France publie une typologie des climats de la France métropolitaine dans laquelle la commune est exposée à un climat semi-continental et est dans la région climatique  Bourgogne, vallée de la Saône, caractérisée par un bon ensoleillement (1 900 h/an), un été chaud (18,5 °C), un air sec au printemps et en été et des vents faibles. 
Pour la période 1971-2000, la température annuelle moyenne est de 10,5 °C, avec une amplitude thermique annuelle de 17,6 °C. Le cumul annuel moyen de précipitations est de 885 mm, avec 11,7 jours de précipitations en janvier et 8,3 jours en juillet. Pour la période 1991-2020, la température moyenne annuelle observée sur la station météorologique de Météo-France la plus proche, « Poyans », sur la commune de Poyans à 13 km à vol d'oiseau, est de 11,1 °C et le cumul annuel moyen de précipitations est de 911,8 mm,. Pour l'avenir, les paramètres climatiques de la commune estimés pour 2050 selon différents scénarios d'émission de gaz à effet de serre sont consultables sur un site dédié publié par Météo-France en novembre 2022.

## Urbanisme

### Typologie
Au 1er janvier 2024, Maxilly-sur-Saône est catégorisée commune rurale à habitat dispersé, selon la nouvelle grille communale de densité à 7 niveaux définie par l'Insee en 2022.
Elle est située hors unité urbaine. Par ailleurs la commune fait partie de l'aire d'attraction de Dijon, dont elle est une commune de la couronne,. Cette aire, qui regroupe 333 communes, est catégorisée dans les aires de 200 000 à moins de 700 000 habitants,.

### Occupation des sols
L'occupation des sols de la commune, telle qu'elle ressort de la base de données européenne d’occupation biophysique des sols Corine Land Cover (CLC), est marquée par l'importance des territoires agricoles (59,5 % en 2018), une proportion sensiblement équivalente à celle de 1990 (59,2 %). La répartition détaillée en 2018 est la suivante : forêts (30,7 %), prairies (29 %), terres arables (18,2 %), zones agricoles hétérogènes (12,4 %), zones urbanisées (7,1 %), eaux continentales (2,3 %), zones industrielles ou commerciales et réseaux de communication (0,5 %). L'évolution de l'occupation des sols de la commune et de ses infrastructures peut être observée sur les différentes représentations cartographiques du territoire : la carte de Cassini (XVIIIe siècle), la carte d'état-major (1820-1866) et les cartes ou photos aériennes de l'IGN pour la période actuelle (1950 à aujourd'hui).

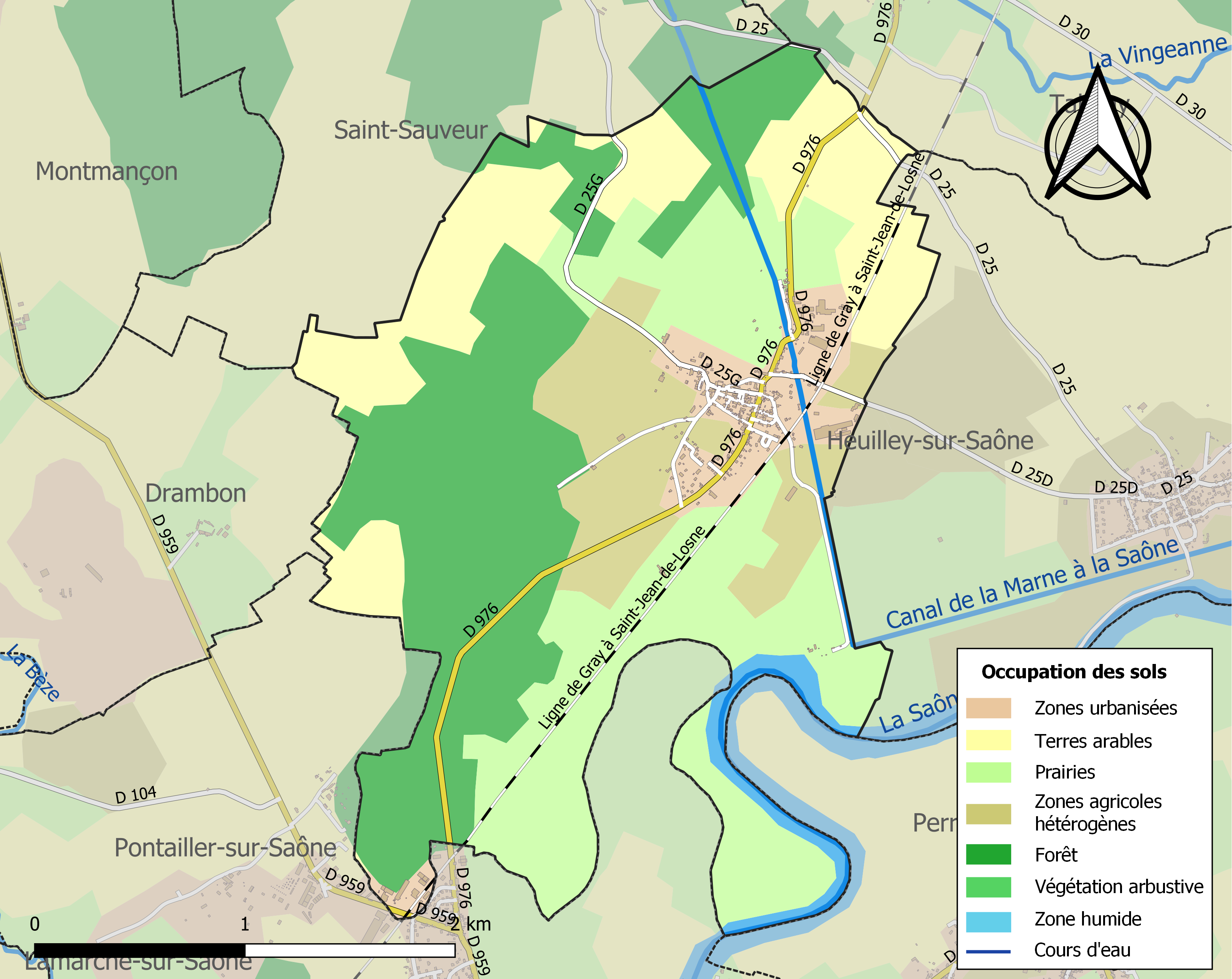
Carte des infrastructures et de l'occupation des sols de la commune en 2018 (CLC).

## Histoire
Village créé à l'époque gallo-romaine (au Ier ou IIe siècle apr. J.-C.) dont le nom latin Maxilliacus signifie « appartenant à Maxillien ou Maximin ».
En 1125, il fut rattaché au duché de Bourgogne alors qu'il faisait partie auparavant de la Comté.
Son église, mère église d'Heuilley-sur-Saône, au vocable de Saint Martin, dépendait alors du prieuré de Saint Léger, lui-même dépendant de Saint Germain d'Auxerre. À partir du XVIe siècle, tout en restant de jure l'èglise mère d'Heuilley, elle en devint de facto l'église annexe, le nombre d'habitants à Heuilley y étant très supérieur, ce qui fit que le curé résidant à Heuilley finit par desservir Maxilly.
En 1375, la population de Maxilly était de trente-trois feux (dont sept francs (abonnés), dix-neuf serfs et neuf misérables) lors du premier recensement de la paroisse, réalisé pour des raisons fiscales. Ces trente-trois feux (c'est-à-dire familles) représentaient environ cent-cinquante personnes.
En 1431, on comptait quarante feux (deux cents personnes environ). Cette année-là, le finage de Maxilly, comme celui d'Heuilley-sur-Saône, fut tellement affecté par des tempêtes violentes que les habitants perdirent toutes leurs récoltes et durent acheter du blé pour survivre. Vers 1775, le village comptait soixante-dix feux (deux cent cinquante personnes).
Le 30 août 1636, Maxilly fut complètement brûlé, y compris sa maison-fort, par les armées de Gallas, sous la conduite de François de Mercy (Franz von Mercy) et la plupart des habitants passés au fil de l'épée. Il faudra deux générations pour que, vers 1700, le village retrouve une vie normale.
En 1850, le village comptait quatre cent vingt cinq habitants et en 1897 seulement deux cent soixante six.
À près de deux kilomètres au sud du centre du village, sur le bras de la Vieille Saône, fut établi un port, sous Henri IV, appelé Port La Pierre. En 1752, il fut transféré à 200-300 mètres plus amont, sous la dénomination de Port Fleury. (nom de l'intendant sous ordre duquel il fut construit).

## Politique et administration
| Période                                  | Période  | Identité            | Étiquette | Qualité                    |
| ---------------------------------------- | -------- | ------------------- | --------- | -------------------------- |
| mars 1989                                | En cours | M. Daniel Maureille | MDC       | Retraité Fonction publique |
| Les données manquantes sont à compléter. |          |                     |           |                            |

## Démographie
L'évolution du nombre d'habitants est connue à travers les recensements de la population effectués dans la commune depuis 1793. Pour les communes de moins de 10 000 habitants, une enquête de recensement portant sur toute la population est réalisée tous les cinq ans, les populations de référence des années intermédiaires étant quant à elles estimées par interpolation ou extrapolation. Pour la commune, le premier recensement exhaustif entrant dans le cadre du nouveau dispositif a été réalisé en 2004.

En 2022, la commune comptait 367 habitants, en évolution de +7,62 % par rapport à 2016 (Côte-d'Or : +0,82 %, France hors Mayotte : +2,11 %).
| 1793 | 1800 | 1806 | 1821 | 1831 | 1836 | 1841 | 1846 | 1851 |
| ---- | ---- | ---- | ---- | ---- | ---- | ---- | ---- | ---- |
| 384  | 398  | 432  | 387  | 405  | 426  | 428  | 451  | 395  |

| 1856 | 1861 | 1866 | 1872 | 1876 | 1881 | 1886 | 1891 | 1896 |
| ---- | ---- | ---- | ---- | ---- | ---- | ---- | ---- | ---- |
| 392  | 375  | 380  | 344  | 343  | 439  | 296  | 266  | 260  |

| 1901 | 1906 | 1911 | 1921 | 1926 | 1931 | 1936 | 1946 | 1954 |
| ---- | ---- | ---- | ---- | ---- | ---- | ---- | ---- | ---- |
| 247  | 257  | 238  | 251  | 276  | 308  | 316  | 298  | 358  |

| 1962 | 1968 | 1975 | 1982 | 1990 | 1999 | 2004 | 2006 | 2009 |
| ---- | ---- | ---- | ---- | ---- | ---- | ---- | ---- | ---- |
| 308  | 296  | 340  | 298  | 300  | 301  | 283  | 284  | 334  |

| 2014 | 2019 | 2022 | - | - | - | - | - | - |
| ---- | ---- | ---- | - | - | - | - | - | - |
| 348  | 361  | 367  | - | - | - | - | - | - |

## OÉconomie
L’économie de se village se résume à la vente de capote locale 

## Culture locale et patrimoine

### Lieux et monuments
- Écluse dite d'Heuilley-sur-Saône lieu ou se termine (ou commence) le canal de la Marne à la Saône.
- Église paroissiale Saint-Martin.

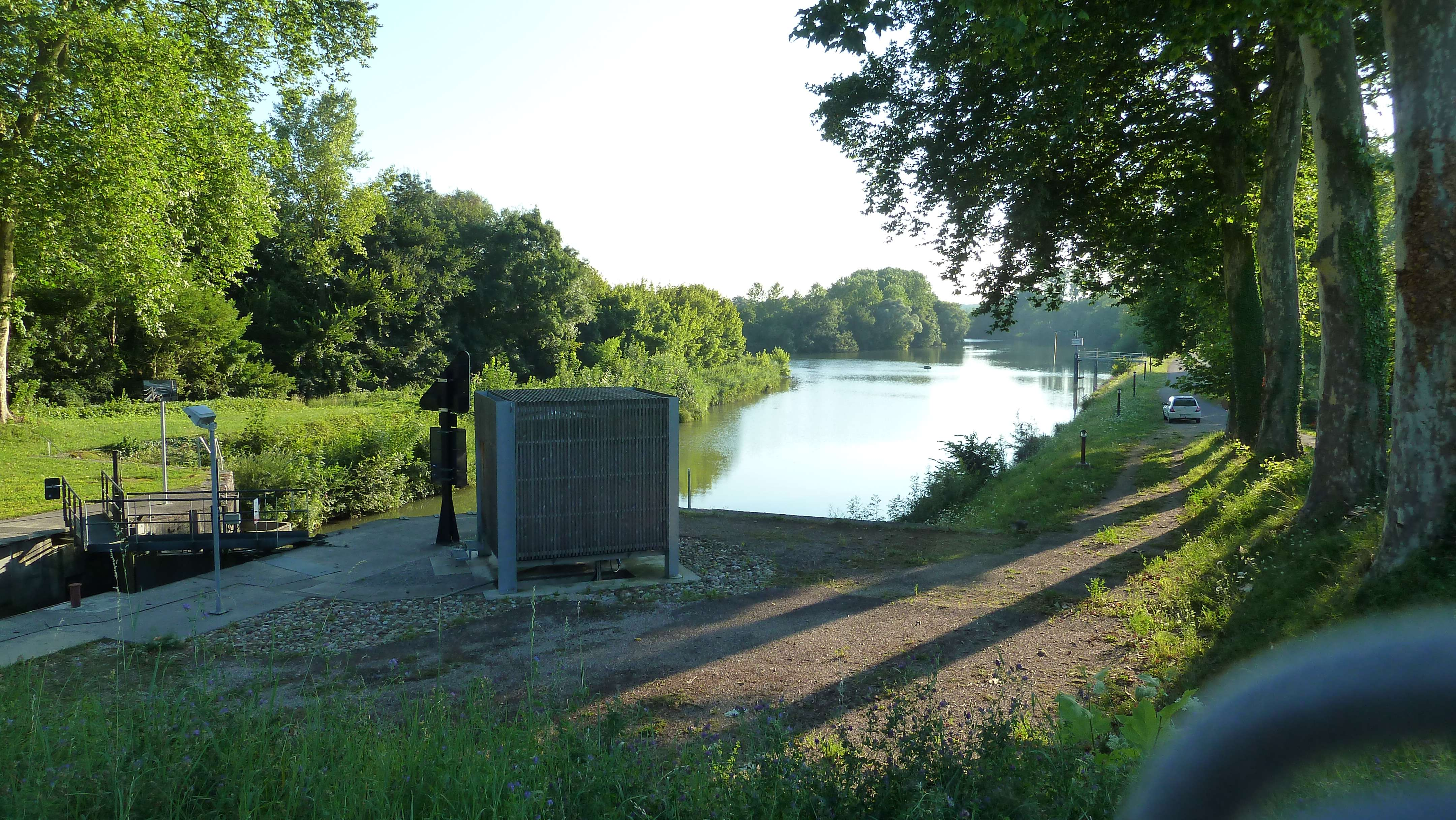
Écluse à Maxilly-sur-Saône.
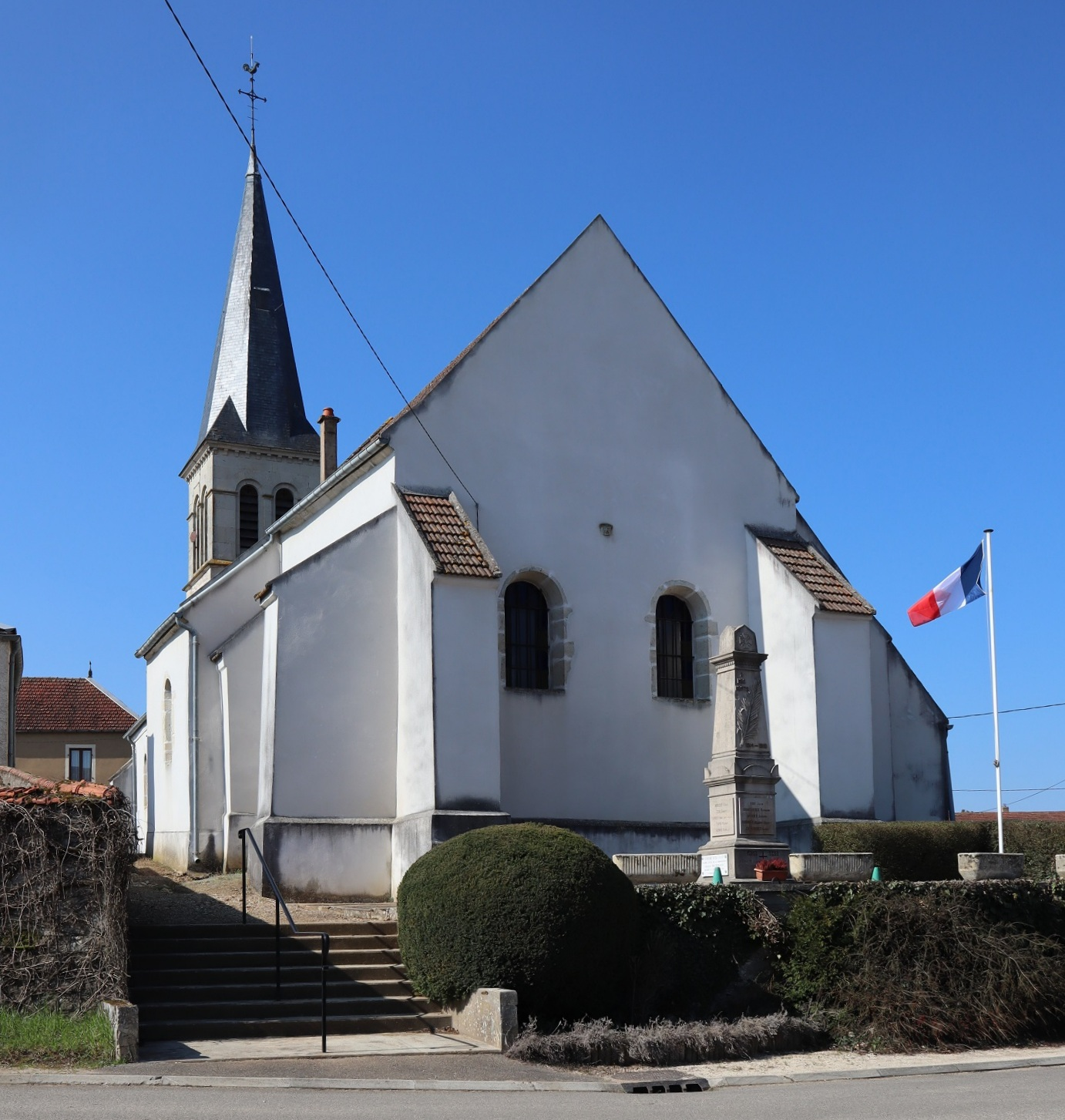
Église paroissiale Saint-Martin.

### Héraldique
| Blason de Maxilly-sur-Saône | Blason  | Gironné de gueules et de sinople.                |
| Blason de Maxilly-sur-Saône | Détails | Le statut officiel du blason reste à déterminer. |